# Sea Change
| Recensione           | Giudizio |
| -------------------- | -------- |
| AllMusic             | [ 3 ]    |
| Blender              | [ 4 ]    |
| Entertainment Weekly | B+       |
| The Guardian         | [ 6 ]    |
| NME                  | 6/10     |
| Pitchfork            | 6.9/10   |
| Q                    | [ 9 ]    |
| Rolling Stone        | [ 10 ]   |
| Piero Scaruffi       | 6/10     |
| Spin                 | 9/10     |
| The Village Voice    | B        |

Sea Change è l'ottavo album discografico del cantautore statunitense Beck, pubblicato nel settembre 2002 dalla Geffen Records.

## Descrizione
Registrato nello spazio di due mesi a Los Angeles con il produttore Nigel Godrich, l'album include testi che parlano di perdite amorose e desolazione, solitudine e malinconia. In occasione dell'album, gran parte dei caratteristici testi ironici e criptici di Beck furono rimpiazzati da una narrazione più semplice, lineare e sincera. Egli evitò anche il campionamento massiccio dei suoi album precedenti in favore di una strumentazione dal vivo. Beck ha citato la rottura con la sua fidanzata di lunga data, la stilista Leigh Limon, come principale influenza sull'album.

### Registrazione
Beck e il suo gruppo di musicisti entrarono nello studio con l'intenzione di fare un disco di musica acustica, nella medesima vena dell'album Mutations del 1998. All'inizio del processo di registrazione, Beck disse a Godrich che sperava di incidere una traccia al giorno, come aveva fatto in occasione di Mutations. Tuttavia, ogni canzone necessitò almeno due giorni per la registrazione, a causa degli arrangiamenti orchestrali. I collaboratori musicali in studio inclusero il polistrumentista Jon Brion, il batterista James Gadson, il chitarrista Jason Falkner, il tastierista Roger Joseph Manning Jr., il bassista Justin Meldal-Johnsen, il batterista Joey Waronker, il chitarrista Smokey Hormel, e la violoncellista Suzie Katayama. In aggiunta, il padre di Beck, David Campbell, fornì gli arrangiamenti per archi. Joey Waronker lasciò le sessioni a metà della lavorazione per andare alle Hawaii; James Gadson lo sostituì per i giorni rimanenti.
La data di inizio delle sessioni presso gli Ocean Way Studios di Los Angeles fu il 6 marzo 2002. Gran parte di Sea Change venne registrata dal vivo, con l'aggiunta successiva di effetti sonori vari (inclusi archi e campane). Per catturare l'immediatezza del materiale, i musicisti lavorarono velocemente e spontaneamente, spesso mettendo su disco le canzoni alla seconda take. Durante la produzione, Beck si rese conto che la sua voce era diventata significativamente più profonda e bassa. «Prima di iniziare le registrazioni» disse Godrich, «ascoltammo Mutations, e la sua voce sembrava quella di Topolino. La sua estensione si era ridotta. Ora, quando apre la bocca, esce una vibrazione canonica. È davvero notevole. Ha un tono incredibile».
Verso la fine delle sessioni, il gruppo di musicisti dovette lavorare più velocemente del previsto. «Dovemmo quasi correre alla fine», disse Beck. «Joni Mitchell aveva prenotato lo studio per incidere il suo album, ma lei lavora in modo molto civile e si prende il week-end libero, quindi ci siamo intrufolati nei fine settimana e abbiamo cercato di finire». Alla fine, le sedute di registrazione durarono oltre tre settimane e l'album fu mixato da lì in avanti, completando il tutto il 7 maggio seguente. Nel corso di una sessione, Hansen cominciò a strimpellare il suo singolo del 1995 It's All in Your Mind prima di iniziare una nuova canzone, e Godrich ne fu entusiasta, esclamando: «Dobbiamo farla questa!». La versione ri-registrata, sorprendentemente diversa, appare in Sea Change come una "canzone evoluta", secondo Beck.
Ship in the Bottle fu l'unica canzone completata ad essere lasciata fuori dal disco. «Quella era la canzone "super pop" del disco», disse Beck in una intervista del 2002. «Penso che fosse un po' troppo banale. Voglio dire, una cosa già sentita, ma da allora le persone mi hanno detto che gli piaceva davvero. Penso che abbiamo sentito che l'album era già così lungo. Non so quale sarà il destino di quella». Ship in the Bottle venne pubblicata come traccia bonus nella versione per il mercato giapponese di Sea Change.

### Contenuti
Sea Change si basa su una suite musicale costituita da brani riflessivi ed acustici, dall'atmosfera rilassata, che mostrano il lato cantautorale di Beck. Il termine "sea change" è da intendersi come un'ampia trasformazione, che riflette il distacco di stile dai precedenti sforzi discografici di Beck come Midnite Vultures e precedenti, ma anche il desiderio di Beck di dare ad ogni album un'identità differente. Le origini del suono unico e appassionato dell'album si erano accumulate per anni, secondo quanto riferito da Beck in un'intervista del 2002: «Ci sono tracce di quello che ho fatto prima. Se ascolti i miei primi lati B, ascolterai questo disco. Desideravo fare un disco come questo da anni», egli spiegò. «Mi sono avvicinato all'idea per gradi, quindi ci è voluto un po'». Nonostante l'iniziale difficoltà nella scelta, il titolo definitivo dell'album ebbe origine da una strofa di Little One, una delle canzoni contenute nel disco: «Drown, drown / Sailors run aground / In a sea change nothing is safe».
Sebbene spesso accostato a Mutations, Beck stesso definì Sea Change, in un'intervista del 2008, più simile a One Foot in the Grave del 1994 e "più rappresentativo di quello che faceva [a inizio carriera]".

### Copertina
Sea Change venne distribuito con quattro copertine differenti, ogni versione con un primo piano di Beck elaborato digitalmente da Jeremy Blake. Sono inoltre presenti anche diversi messaggi nascosti (frammenti di testi) scritti sopra la custodia interna del CD di ciascuna versione.

## Pubblicazione
Sea Change fu pubblicato il 24 settembre 2002. Prima dell'uscita, i distributori erano preoccupati dell'impatto commerciale che il disco avrebbe potuto avere a causa delle sue sonorità folk. Gli analisti di mercato predissero che l'album non avrebbe ricevuto un grande supporto dalle radio, facendo notare che la reputazione di Beck, il plauso della critica e la possibilità di più nomination ai Grammy avrebbero potuto eventualmente compensare un suono non commerciale. «È un album veramente bello, ma attirerà un pubblico diverso da quello che aveva prima», disse Vince Szydlowski, direttore senior di produzione della catena Virgin Megastore, poco tempo dopo la pubblicazione di Sea Change.
Per quanto riguarda le vendite, il disco raggiunse la posizione numero 8 nella classifica Billboard 200 negli Stati Uniti ed è stato certificato disco d'oro dalla RIAA nel marzo 2005.

## Tracce
1. The Golden Age – 4:35
2. Paper Tiger – 4:36
3. Guess I'm Doing Fine – 4:49
4. Lonesome Tears – 5:38
5. Lost Cause – 3:47
6. End of the Day – 5:03
7. It's All in Your Mind – 3:06
8. Round the Bend – 5:15
9. Already Dead – 2:59
10. Sunday Sun – 4:45
11. Little One – 4:27
12. Side of the Road – 3:23
13. Ship in a Bottle – 3:11 (bonus track nella versione giapponese[23])

## Formazione[1]
Musicisti
- Beck - voce, chitarra acustica, cori, chitarra elettrica, percussioni, synth, glockenspiel, banjo, armonica, tastiere, piano, arrangiamenti archi, wurlitzer
- Smokey Hormel - chitarra elettrica, chitarra acustice, percussioni, sax, cori, piano
- Justin Meldal-Johnsen - basso, percussioni, cori, glockenspiel, chitarra elettrica, piano
- Roger Joseph Manning Jr. - clarinetto, synth, cori, percussioni, piano, wurlitzer, banjo, glockenspiel, harmonium
- Joey Waronker - batteria, percussioni, cori
- James Gadson - batteria
- Jason Falkner - chitarra elettrica, cori, percussioni
- David Richard Campbell - arrangiamenti archi, coordinamento
- Nigel Godrich - tastiere, percussioni, synth
- Suzie Katayama - violoncello

Produzione
- Nigel Godrich - produzione, missaggio, ingegneria
- Paul Bishow - produzione esecutiva
- Darrell Thorp - assistente ingegneria
- Bob Ludwig - masterizzazione
- Elliot Scheiner - SACD/DVD-A surround

Artwork
- Autumn de Wilde - foto copertina
- Jeremy Blake - artwork
- Kevin Reagan, Beck - direzione artistica, design
- Ekaterina Kenney - direzione creativa